# Xenhormomyia africana
Xenhormomyia africana är en tvåvingeart som beskrevs av Ephraim Porter Felt 1920. Xenhormomyia africana ingår i släktet Xenhormomyia och familjen gallmyggor. Inga underarter finns listade i Catalogue of Life.